# Великий Бичків (Румунія)
Великий Бичків, Бочкою-Маре (рум. Bocicoiu Mare) — село у повіті Марамуреш в Румунії. Адміністративний центр комуни Бочкою-Маре.
Село розташоване на відстані 423 км на північ від Бухареста, 46 км на північний схід від Бая-Маре, 135 км на північ від Клуж-Напоки.

## Населення
За даними перепису населення 2002 року у селі проживали 713 осіб.
Національний склад населення села:
| Національність | Кількість осіб | Відсоток |
| -------------- | -------------- | -------- |
| українці       | 316            | 44,3%    |
| румуни         | 242            | 33,9%    |
| угорці         | 149            | 20,9%    |

Рідною мовою назвали:
| Мова       | Кількість осіб | Відсоток |
| ---------- | -------------- | -------- |
| українська | 311            | 43,6%    |
| румунська  | 245            | 34,4%    |
| угорська   | 152            | 21,3%    |